# جوزيف وارد
جوزيف وارد (بالإنجليزية: Joseph Ward)‏ (و. 1856 – 1930 م) هو سياسي، ودبلوماسي نيوزيلندي، ولد في ملبورن، توفي في ويلينغتون، عن عمر يناهز 74 عاماً.

## مناصب
تولى منصب رئيس وزراء نيوزيلندا (10 ديسمبر 1928–28 مايو 1930)
- رئيس وزراء نيوزيلندا (6 أغسطس 1906–12 مارس 1912)
- وزير المالية [الإنجليزية]‏
- عضو مجلس النواب نيوزيلندا.

## جوائز
حصل على جوائز منها:
- وسام الصليب الأكبر من رتبة القديسان ميخائيل وجرجس.